# Hercules Engine Company
Die Hercules Engine Company war ein US-amerikanischer Motorenbauer in Canton.

## Unternehmensgeschichte
Das Unternehmen wurde 1915 in Canton in Ohio gegründet und spezialisierte sich früh auf Motoren für schwere Nutzfahrzeuge. Sehr bald begann eine enge Zusammenarbeit mit der US-Regierung. Das Unternehmen erlebte mehrere Besitzerwechsel. Ab 23. November 1920 gehörte es zur Hercules Corporation.
1999 endete die Produktion. Insgesamt wurden mehr als eine Million Motoren gebaut.
Es bestand kein Bezug zur Hercules Corporation in Evansville, Indiana, die ebenfalls Motoren herstellte.

## Galerie

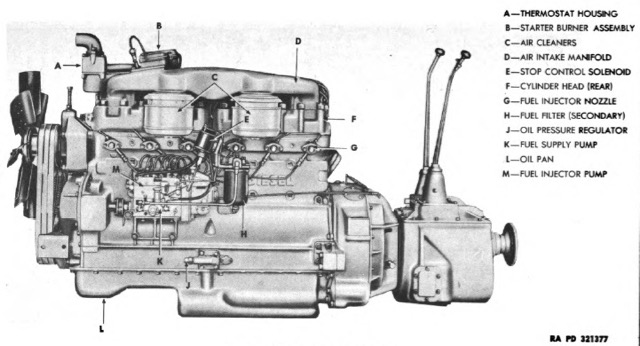
Hercules DFXE für 40-Tonnen Tank Transporter Truck-trailer M25, 1942
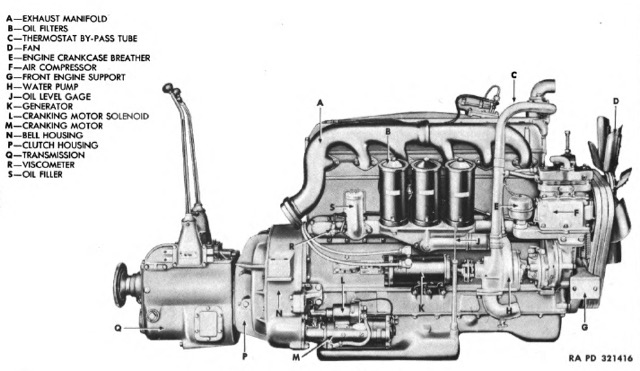
Hercules DFXE
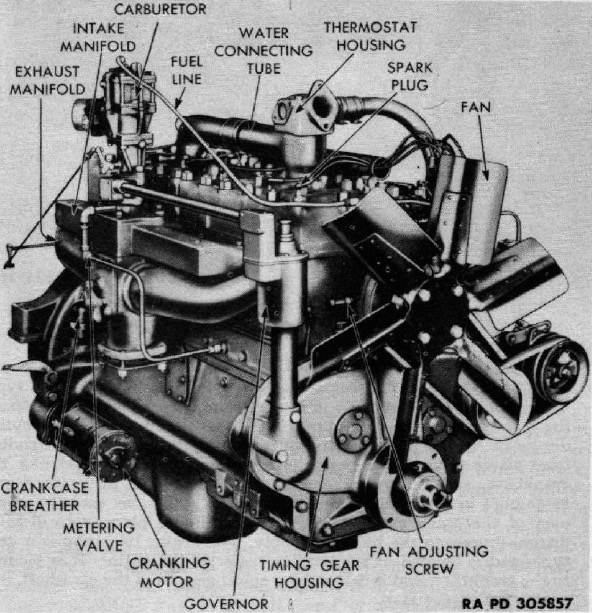
Hercules HXD für 6-Tonnen, 6x6 Truck (White, Corbitt und Brockway), 1944
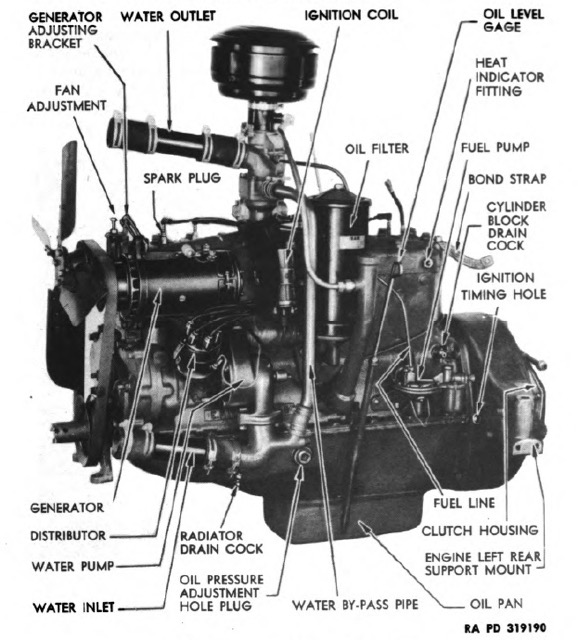
Hercules JXD für 2 ½-Tonnen 6x6 Truck und 2 ½ bis 5-Tonnen 6x4 Truck (Studebaker-Modelle US6 and US6x4), 1943
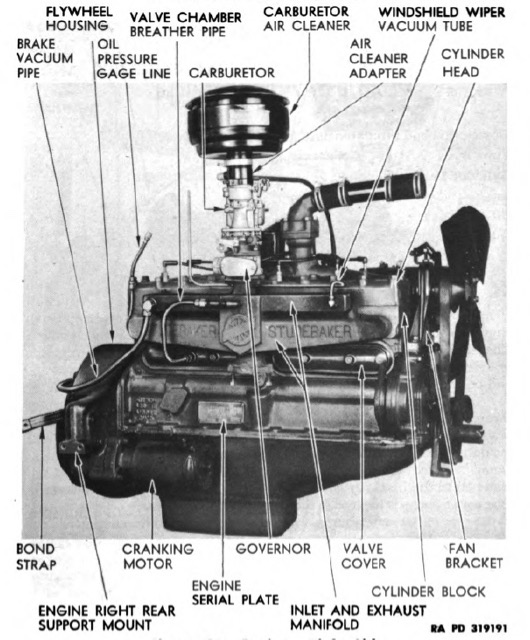
Hercules JXD
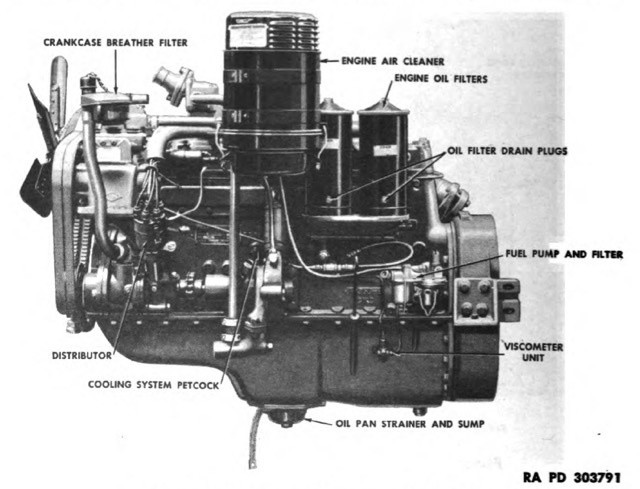
Hercules RXC für 4-Tonnen, 6x6 Trucks (Diamond T), 1944
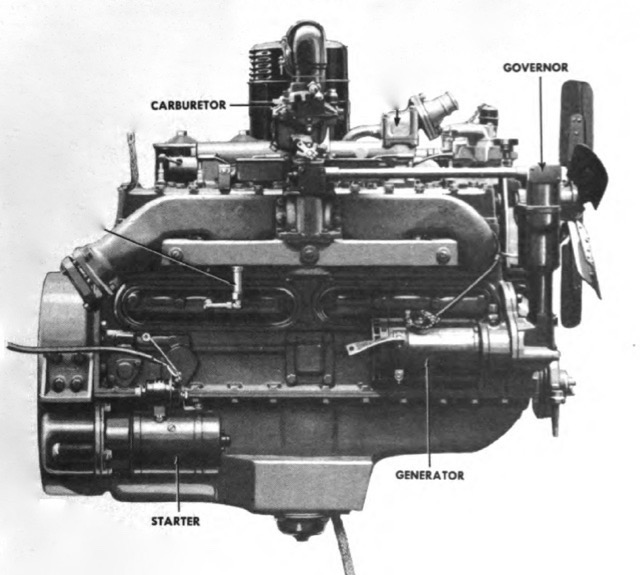
Hercules RXC
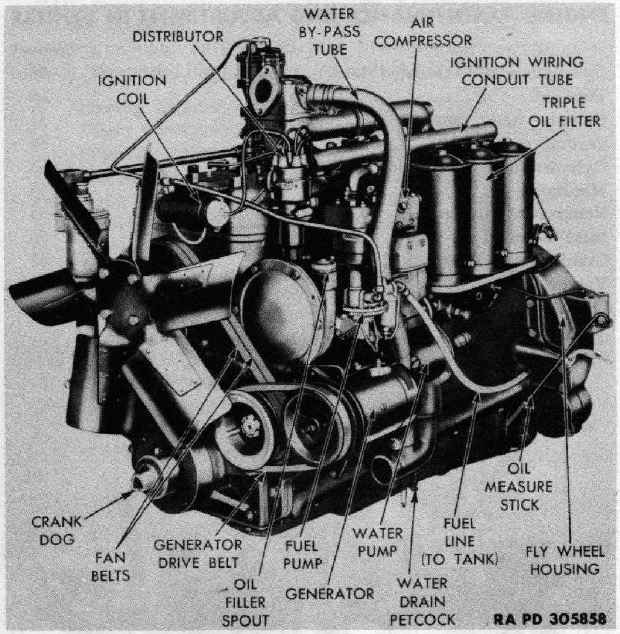
Hercules XHD für 6-Tonnen, 6x6 Truck (White, Corbitt und Brockway), 1944

## Liste von Fahrzeugherstellern, die Hercules-Motoren verwendeten
- Armleder[4]
- Bourne Magnetic Truck Company[5]
- Cockshutt[6]
- Corbitt Company[7]
- Diamond T[8]
- Duplex[9]
- Federal
- Hahn[10]
- Lehigh Company[11]
- Linn Manufacturing Corporation[12]
- Moreland Motor Truck Company[13]
- United[14]
- White Motor Company[15]